# العلاقات الأوكرانية الكمبودية
العلاقات الأوكرانية الكمبودية هي العلاقات الثنائية التي تجمع بين أوكرانيا وكمبوديا.

## مقارنة بين البلدين
هذه مقارنة عامة ومرجعية للدولتين:
| وجه المقارنة                                              | أوكرانيا                                   | كمبوديا                   |
| --------------------------------------------------------- | ------------------------------------------ | ------------------------- |
| المساحة (كم2)                                             | 603.63 ألف                                 | 181.03 ألف                |
| عدد السكان (نسمة)                                         | 45.55 مليون                                | 16.01 مليون               |
| الكثافة السكانية (ن./كم²)                                 | 75.46                                      | 88.44                     |
| العاصمة                                                   | كييف                                       | بنوم بنه                  |
| اللغة الرسمية                                             | اللغة الأوكرانية                           | اللغة الخميرية            |
| العملة                                                    | هريفنا أوكرانية، كاربوفانيتس، روبل سوفييتي | ريال كمبودي، دولار أمريكي |
| الناتج المحلي الإجمالي (بليون دولار)                      | 112.15 مليار                               | 22.16 مليار               |
| الناتج المحلي الإجمالي (تعادل القوة الشرائية) بليون دولار | 352.98 مليار                               | 54.37 مليار               |
| الناتج المحلي الإجمالي الاسمي للفرد دولار أمريكي          | 2.11 ألف                                   | 1.16 ألف                  |
| الناتج المحلي الإجمالي للفرد دولار أمريكي                 | 8.66 ألف                                   | 3.26 ألف                  |
| مؤشر التنمية البشرية                                      | 0.747                                      | 0.555                     |
| رمز المكالمات الدولي                                      | +380                                       | +855                      |
| رمز الإنترنت                                              | .ua، .укр ‏                                 | .kh                       |
| المنطقة الزمنية                                           | ت ع م+02:00، ت ع م+03:00، توقيت شرق أوروبا | ت ع م+07:00               |

## منظمات دولية مشتركة
يشترك البلدان في عضوية مجموعة من المنظمات الدولية، منها:
| علم المنظمة | اسم المنظمة                               | تاريخ انضمام أوكرانيا | تاريخ انضمام كمبوديا |
| ----------- | ----------------------------------------- | --------------------- | -------------------- |
|             | مؤسسة التنمية الدولية                     | 27 مايو 2004          | 22 يوليو 1970        |
|             | يونسكو                                    | 12 مايو 1954          | 3 يوليو 1951         |
|             | وكالة ضمان الاستثمار متعدد الأطراف        | 19 يوليو 1994         | 1 ديسمبر 1999        |
|             | الأمم المتحدة                             | 24 أكتوبر 1945        | 14 ديسمبر 1955       |
|             | الفريق المعني برصد الأرض                  | ?                     | ?                    |
|             | الاتحاد البريدي العالمي                   | ?                     | ?                    |
|             | البنك الدولي للإنشاء والتعمير             | 3 سبتمبر 1992         | 22 يوليو 1970        |
|             | الاتحاد الدولي للاتصالات                  | 7 مايو 1947           | 10 أبريل 1952        |
|             | منظمة حظر الأسلحة الكيميائية              | ?                     | ?                    |
|             | مؤسسة التمويل الدولية                     | 18 أكتوبر 1993        | 26 مارس 1997         |
|             | المركز الدولي لتسوية المنازعات الاستشارية | 7 يوليو 2000          | 19 يناير 2005        |
|             | منظمة التجارة العالمية                    | 16 مايو 2008          | ?                    |
|             | منظمة الشرطة الجنائية الدولية             | ?                     | ?                    |

## وصلات خارجية
- موقع وزارة الخارجية الأوكرانية
- موقع وزارة الخارجية الكمبودية